# プラニスウェア
プラニスウェア（仏: Planisware SA)は 、製薬、医療機器、自動車、エネルギー、ハイテク、航空宇宙・防衛、化学、政府（パブリックセクター）複数の業界を対象としたエンタープライズ向けのプロジェクト・ポートフォリオ管理（PPM）ソフトウェア、Planisware Enterprise の開発会社である。日本国内の販売及び導入サポートは2012年より、イノベーションフレームワークテクノロジー・プラニスウェア株式会社が独占的な権利を持つ。
同社は過去8年において、Info-Tech Research Group、ガートナー(Gartner)、フォレスター・リサーチ（Forrester Research）社、IDC、EUビジネススクールなどのプロジェクト・ポートフォリオ管理（PPM）分野のアナリストより評価を受けている(後述）。なお、ガートナーとフォレスターに言及されるppmソリューションとして、唯一日本市場に参入を果たしているソリューションである。

## 製品概要

### 機能範囲
Planisware Enterpriseは、プロジェクト管理およびプロジェクト・ポートフォリオ管理を目的としたプラニスウェアの主力ソフトウェア製品である。同製品の主な機能分野は以下の5つである。
- プロジェクトおよびプログラム管理（費用、資源、計画策定、仕入先）
- プロジェクト・ポートフォリオ管理
- アイデア管理
- ビジネス・インテリジェンス（ロードマッピング、シミュレーション、スコアカード、データ探索）
- コラボレーション・共同作業（文書管理を含む）および時間の管理

### 製品アーキテクチャ
Planisware Enterpriseは多層アーキテクチャを採用しており、クライアントサイドではブラウザを配備、 その他アプリケーション・サーバ、データベースによって構成されている。クライアントサイドでは、Microsoft Windows、Linux／UNIX、Mac、いずれのプラットフォームにおいてもすべての主要ブラウザに対応し、Ajaxアプレットで動作可能である。アプリケーションサーバは定番のウェブサーバ（IIS、Apache）と連携し、データベースはOracle、SQL Server 、およびPostgreSQLに対応している。

### 対象市場および製品の評価
プラニスウェアの顧客基盤は、製薬、医療機器、自動車、エネルギー、ハイテク、航空宇宙・防衛、化学、政府（パブリックセクター）など、幅広い業界を網羅している。
細かなコンフィギュレーションに対応し、任意レベルでのリソース・コスト・タイム及びリスクに関係するデータの一元管理を提供する。マネジメント領域の一例としては以下の通りである。
- 新製品開発およびエンジニアリング
- ITプロジェクトおよびポートフォリオ管理
- アーンド・バリュー・マネジメント

複数のアナリスト企業によると、プラニスウェアの最大の強みは再構成可能性の高いシステム構成と幅広い機能範囲である

### アナリスト企業による評価
プラニスウェアは、 大手調査会社のフォレスター・リサーチ（Forrester Research）社の2022年「The Forrester WaveTM：戦略的ポートフォリオマネジメントツール」で2018年より連続的にリーダーに認定されている。また、同アナリスト2021年第3四半期のレポート「Now Tech：戦略的ポートフォリオマネジメントツール」においては、戦略的ポートフォリオマネジメント」の機能セグメントにおける「定評ある大手」SPMプロバイダー（年間収益1億ドル超）として位置づけられている。
Info-Tech Research Groupの「PPMエモーショナル・フットプリント・レポート2022」においては、グローバルPPMソリューションのプロバイダー14社より、第一として評価・選出されている。
ガートナー社のプロジェクトおよびポートフォリオ管理のマジッククアドラント2018年及び2019年においてはリーダーとしての評価を得ており、その後2021年に同社PPMソリューションのマジッククアドラントの評価基準が変更されてからも、2022年『アダプティブ・プロジェクト管理＆レポート（APMR）ツールのマジッククアドラント』のリーダーに認定されており、2021年『戦略ポートフォリ管理のマジック・クアドラント』・2022年『エンタープライズアジャイル計画ツールのマジッククアドラント』において、戦略ポートフォリオ管理アプリケーションを提供する厳選されたプロバイダーのうちの一社として評価され続けている。